# Lengua silenciosa
Lengua silenciosa es una película estadounidense dirigida por Sam Shepard.

## Argumento
Talbot Roe (River Phoenix) ha enloquecido por la muerte de su esposa india quien murió al dar a luz un niño. Este último también murió. Su locura llega al punto de cuidar el cuerpo de su esposa. Su padre, Prescot Roe (Richard Harris), está muy preocupado y desea auxiliar a su hijo buscando ayuda del suegro de Talbot (Alan Bates) negociando la compra de su segunda hija, quien es india también.

## Categoría
Película filmada en el estado de Nuevo México, Estados Unidos. Es la última película donde aparece el fallecido actor River Phoenix.
- Datos: Q585265